# David Mamet
David Alan Mamet ([ˈmæmɨt], * 30. listopadu 1947) je americký dramatik, esejista, scenárista a režisér.

## Divadelní hry (výběr)
- 1974 – Sexual Perversity in Chicago (Sexuální perverze v Chicagu)[p. 1]
- 1975 – American Buffalo (Americký bizon)[p. 2]
- 1983 – Glengarry Glen Ross (Konkurenti)[p. 3]
- 1988 – Speed-the-Plow (Film vo správnym chlapovi)[p. 4]
- 1992 – Oleanna[p. 5]
- 2007 – November[p. 6]

## Režijní filmografie
- 1987 – Hráčské doupě
- 1988 – S mafií v patách
- 1991 – Vražda
- 1994 – Oleanna
- 1997 – Labyrint lží
- 1999 – Utajený případ
- 2000 – Velké trable malého města
- 2001 – Poslední loupež
- 2004 – Pravidla boje
- 2008 – Červený pás